# Cistella
Cistella település Spanyolországban, Girona tartományban. Cistella Terrades, Vilanant, Navata, Lladó és Cabanelles községekkel határos. Lakosainak száma 294 fő (2024).

## Népesség
A település népessége az elmúlt években az alábbi módon változott:
| Lakosok száma | 266  | 723  | 589  | 305  | 211  | 233  | 238  | 293  | 282  | 294  |
|               | 1717 | 1887 | 1936 | 1960 | 1986 | 2004 | 2009 | 2014 | 2019 | 2024 |